# Кучугур
Кучугу́р — посёлок в Карасукском районе Новосибирской области. Входит в состав Чернокурьинского сельсовета.

## География
Площадь посёлка — 79 гектаров.

## История
В 1928 году деревня состояла из 174 хозяйств, основное население — украинцы. В административном отношении являлась центром Кучугурского сельсовета Черно-Курьинского района Славгородского округа Сибирского края.

## Население
| 2002 | 2007 | 2010 |
| ---- | ---- | ---- |
| 432  | ↘384 | ↘255 |

## Инфраструктура
В посёлке по данным на 2007 год функционируют 1 учреждение здравоохранения, 2 образовательных учреждения.